# Stonoge
Stonoge (znanstveno ime Myriapoda) od vseh členonožcev po členjenosti telesa najbolj spominjajo na kolobarnike. 

## Zgradba telesa
Glavi sledi dolg in enakomerno členjen trup s členkastimi nogami. Na vseh segmentih, razen zadnjega, je po en par členjenih nog. Število segmentov in nog je pri različnih vrstah različno, vendar je število parov nog vedno neparno. Na glavi imajo par dolgih, členkastih tipalnic in dva ali tri pare čeljusti. Majhne oči so gručasto nameščene in so po vsej verjetnosti nastale z razpadom sestavljenih oči.
Dihajo s cevastimi vzdušnicami (trahejami), ki so z zunanjostjo povezane s stigmami, nameščenimi vzdolž telesa. Srce je dolgo, cevasto, s srčnimi režami skoraj v vsakem členu. Živčevje je lestvičasta trebušnjača, po en par ganglijev je skoraj v vsakem členu. 
Izločala so sestavljena iz enega ali dveh parov Malpighijevih cevk. Spolne odprtine imajo nekatere stonoge na sprednjem delu telesa, druge pa zadaj. Spola sta ločena. Obstaja tudi spolni dimorfizem.

## Življenjski prostor
Stonoge so kopenske živali in so zelo pogoste v prsti.

## Skupine stonog

### Strige
Strige so hrbtno-trebušno sploščene stonoge. Na telesnih členih je po en par nog, vendar ne prav na vseh. So hitri plenilci. Svojo žrtev zastrupijo tako, da vanjo zasadijo par srpastih čeljustnih nožic. To je preoblikovan prvi par nog, v katerih se končujejo izvodila strupenih žlez. Lovijo žuželke, deževnike, polže in druge manjše živali. Imajo številne pikčaste oči, ki so razporejene v dveh skupinah obstransko na glavi.

### Dvojnonoge
Dvojnonoge ali kačice so v prerezu okrogle ali nekoliko sploščene. Te počasne živali se v prsti hranijo z odmrlimi rastlinskimi delci, podgobjem itd. ter pomembno sodelujejo pri tvorbi prsti. Telo sestavljajo dvojni členi, ki so nastali pri predniki dvojnonog z zlivanjem po dveh in dveh členov. Zato sta na vsakem dvojnem členu dva para nog in dihalnic, v notranjosti pa dva para cevastih zračnic in živčnih vozlov.

### Malonoge
Malonoge so drobne belkaste stonoge brez oči, dolge do 2 mm. Namesto oči imajo psevdocele, ki so zelo občutljivi za svetlobo. 

### Drobnonožke
Drobnonožke so brez oči, bele in do 10 mm dolge živali. Imajo 12 parov nog in na koncu telesa cerka s predilnimi žlezami.